# Coltainville
Coltainville ist eine französische Gemeinde mit 904 Einwohnern (Stand: 1. Januar 2022) im Département Eure-et-Loir in der Region Centre-Val de Loire. Sie gehört zum Arrondissement Chartres und zum Kanton Chartres-1. Die Einwohner werden Coltainvillois genannt.

## Geographie
Coltainville liegt etwa acht Kilometer nordöstlich von Chartres. Umgeben wird Coltainville von den Nachbargemeinden Soulaires im Norden, Bailleau-Armenonville im Nordosten, Champseru im Osten, Houville-la-Branche im Südosten, Nogent-le-Phaye im Süden, Gasville-Oisème im Südwesten und Westen, Saint-Prest im Westen sowie Jouy im Nordwesten.
Die Autoroute A11 führt am südlichen Gemeinderand entlang.

## Bevölkerungsentwicklung
| Jahr                       | 1962 | 1968 | 1975 | 1982 | 1990 | 1999 | 2006 | 2013 | 2020 |
| Einwohner                  | 429  | 391  | 378  | 432  | 737  | 760  | 798  | 908  | 911  |
| Quellen: Cassini und INSEE |      |      |      |      |      |      |      |      |      |

## Sehenswürdigkeiten

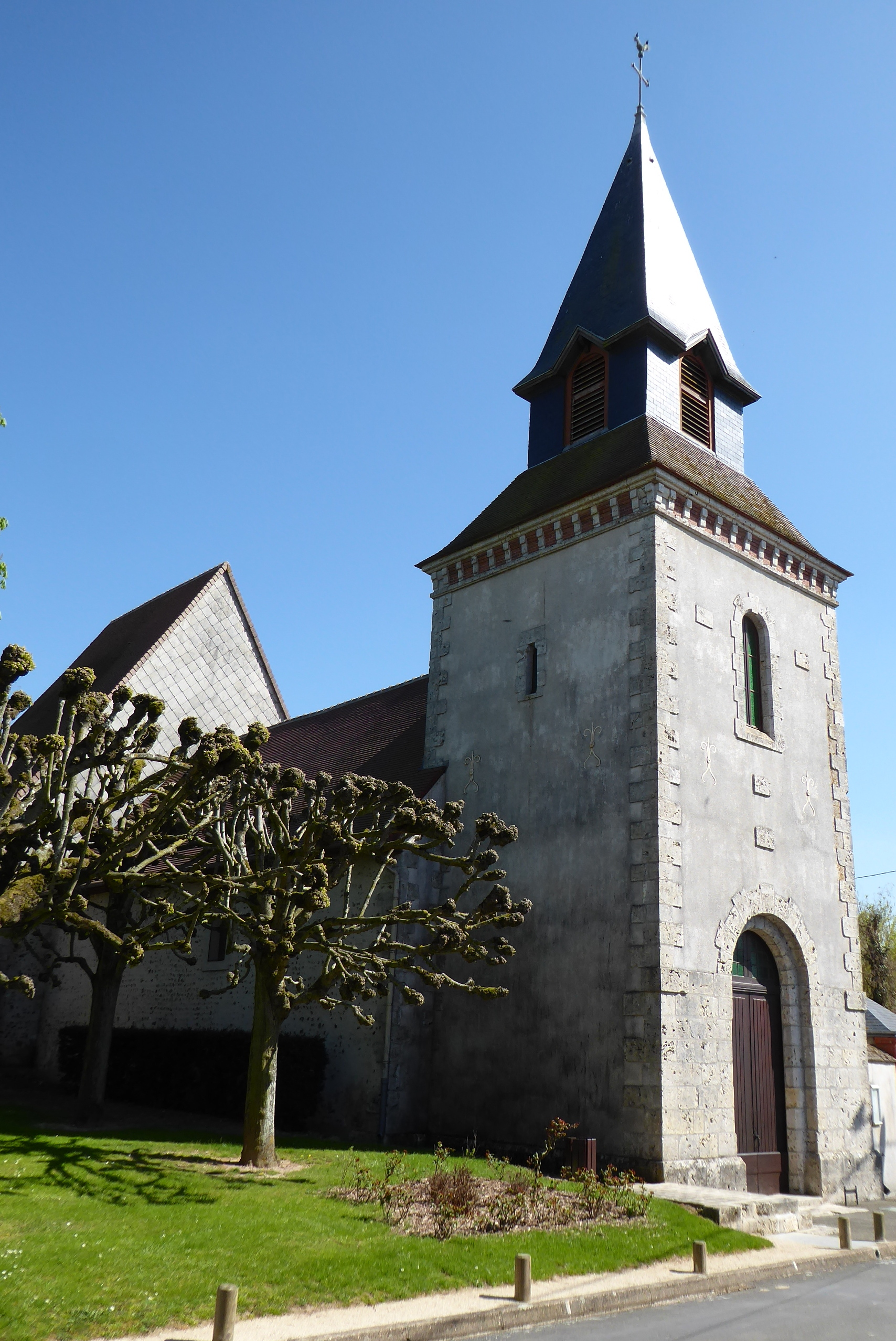
Kirche Saint-Lubin

- Kirche Saint-Lubin